# Henney Super Wagon
Der Henney Super Wagon war ein Fahrzeugmodell von 1954 von der Henney Motor Company in Freeport (Illinois). Henney war als Hersteller von Ambulanz- und Leichenwagen bekannt.

## Beschreibung
Wie ihre bekannteren Produkte basierte auch der Super Wagon auf einem Packard-Fahrgestell, in diesem Falle auf dem des Packard Cavalier mit 3226 mm Radstand. Es handelte sich um einen Kombi mit 12 Sitzplätzen auf 4 Sitzbänken. Die hinterste Sitzbank war so eingebaut, dass die Passagiere nach hinten schauen konnten und um einen Tisch gruppiert waren.
Auch der seitengesteuerte Achtzylinder-Reihenmotor kam von Packard, hatte 5883 cm³ Hubraum und leistete 212 bhp (156 kW) bei 4000 min−1. Der Verkaufspreis lag bei US$ 7500,–.